# Кохан Кузьма Федорович
Кузьма Федорович Ко́хан (нар. 2 листопада 1913, Рубці — нар. 24 травня 2007, Київ) — український художник; член Спілки художників України з 1947 року. Чоловік художниці Парасковії Депутатової, батько графіка Олексія, дід філософа і графіка Ярослава Коханів.

## Біографія
Народився 20 жовтня [2 листопада] 1913 року в слободі Рубцевій (тепер село Рубці Краматорського району Донецької області, Україна). 1938 року з відзнакою закінчив Ворошиловградське художнє училище (викладачі Василь Федченко, Н. Яблонський). Навчався в Київському художньому інституті, на червертому курсі якого, з початком німецько-радянської війни, був евакуйований до Самарканда. В Україну повернувся у 1944 році. 1946 року закінчив навчання в Київському художньому інституті (викладачі Костянтин Єлева, Федір Кричевський, Карпо Трохименко, Михайло Шаронов, Сергій Єржиковський). Дипломна робота — картина «На рідному заводі».
Жив у Києві, в будинку на вулиці Хрещатику № 13, квартира 68, потім в будинку на Русанівській набережній № 20, квартира 80. Помер в Києві 24 травня 2007 року.

## Творчість
Працював в галузі станкового живопису, книжкової графіки та плаката. У реалістичному стилі створював портрети, пейзажі, натюрморти, тематичні картини. Серед робіт:
живопис
- «На рідному заводі» (1946);
- «Микола Щорс і Василь Боженко» (1948);
- «Зустріч Тараса Шевченка з Михайлом Михайловим та Петром Лавровим у Якова Полонського» (1948);
- «Артем на відбудові Донбасу» (1949);
- «…та й списую Сковороду» (1964);
- «Садівник-любитель» (1967);
- «Ранок тракториста» (1970);
- «Лікнеп» (1971; 1996);
- «Перше радіо на селі» (1972);
- «Онук (Мрії)» (1975);
- «Квіти осінні» (1983);
- «Улюблена книжечка» (1983);
- «Добре влітку» (1984);
- «Мед» (1989);
- «Небо після дощу» (1992);
- «Автопортрет» (1995);
- «Пісня жайворонка» (1996);
- «Я весь у діда пішов (Автопортрет)» (1998);
- «Екзотичні фрукти» (1999);

плакати
- «Учіться плавати» (1946, у співавторстві);
- «Футбол — народний вид спорту» (1947);

ілюстрації до книг
- «Алтайська повість» Любові Воронкової (1954);
- «Йосип з гроша здачі» Бориса Харчука (1957; 1962);
- «Співаночки Ганночки» Володимира Ладижеця (1958);

скульптура
- «Мати» (1990);
- «Мій батько» (1991).

Брав участь у всеукраїнських мистецьких виставках з 1947 року. Персональна виставка відбулася посмертна у Києві у 2013 році (посмертна).
Деякі твори зберігаються у Національному музеї Тараса Шевченка, Національному музеї історії України, Шевченківському національному заповіднику в Каневі, Луганському краєзнавчому музеї.